# Diocèse de Venice
Le diocèse de Venice (en latin : Dioecesis Venetiae in Florida, en anglais : diocese of Venice) est une Église particulière de l'Église catholique aux États-Unis.

## Territoire

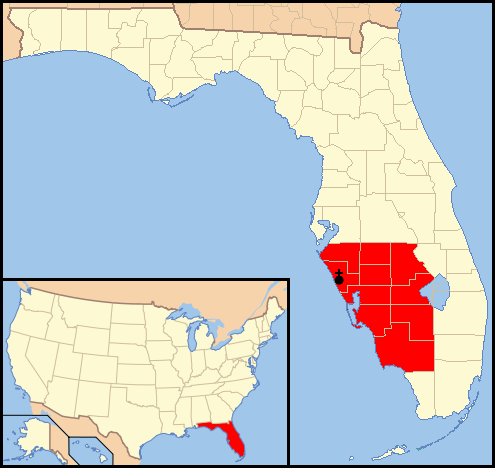
Localisation du diocèse.

Le diocèse comprend 10 comtés de la Floride, aux États-Unis : Charlotte, Collier, DeSoto, Glades, Hardee, Hendry, Highlands, Lee, Manatee et Sarasota.
Le siège épiscopal est à la ville de Venice, où se trouve la cathédrale de l'Épiphanie (en) (Epiphany cathedral).
Le territoire s'étend sur 22 685 km², et il est divisé en 61 paroisses, regroupées en 5 doyennés

## Histoire
Le diocèse de Venice en Floride a été érigé par le pape Jean-Paul II le 16 juin 1984 à partir de territoires de l'archidiocèse de Miami et des diocèses d'Orlando et de Saint-Pétersbourg ; le pape a nommé l'évêque auxiliaire John J. Nevins de l'archidiocèse de Miami comme premier évêque.
Nevins a construit un mémorial à l'Eucharistie et une croix commémorative en 1994 au De Soto National Memorial à Bradenton. C'était pour honorer les prêtres de l'expédition de Luis Cáncer qui y ont été tués en 1549. En 2006, Frank Dewane, du diocèse de Green Bay, a été nommé évêque coadjuteur du diocèse de Venice par le pape Benoît XVI.

## Évêques
- 17 juillet 1984 - 19 janvier 2007 : John Nevins (John Joseph Nevins)
- depuis le 19 janvier 2007 : Frank Dewane (en) (Frank Joseph Dewane)

## Source
- (en) Diocese of Venice, Catholic-Hierarchy